# James Burnett

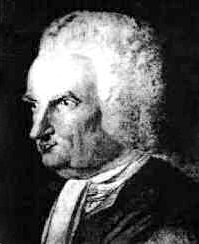
James Burnett, Lord Monboddo

James Burnett, Lord Monboddo (* 1714 im Monboddo House, Kincardineshire, Schottland; † 26. Mai 1799 in Edinburgh) war ein schottischer Richter und Philosoph.

## Leben
James Burnett war der älteste überlebende Sohn des James Burnett (* 1688), 3. Laird von Monboddo, aus dessen Ehe mit Elizabeth Forbes (1690–1765), Tochter des Sir William Forbes, 3. Baronet (of Craigievar). Er wurde am 25. Oktober 1714 getauft.
Er war ein schottischer Advokat, Richter, Gelehrter für Sprachentwicklung, Literat, Amateurnaturkundler und Philosoph. Er wird heute als Begründer der modernen vergleichenden historischen Linguistik geschätzt. Im Jahre 1767 wurde er Richter am Court of Session, dem Obersten Gerichtshof Schottlands und erhielt dazu den Titel Lord Monboddo, der sich auf das Besitztum seines Vaters, nämlich Monboddo House, bezog. Einige Gelehrte vertreten die Meinung, dass Monboddo das Konzept der Evolution vor Darwin entwickelt habe.

## Werke
- Of the Origin and Progress of Language. 6 Bände, London 1773–1792.
- Antient Metaphysics : or, The Science of The Universals. 6 Bände, London 1779–1799